# فرودگاه گرنفل
فرودگاه گرنفل (به انگلیسی: Grenfell Airport) یک فرودگاه همگانی است که یک باند فرود چمن دارد و طول باند آن ۶۷۱ متر است. این فرودگاه در کشور کانادا قرار دارد و در ارتفاع ۵۹۹ متری از سطح دریا واقع شده است.